# 덕천시
덕천시(德川市)는 평안남도에 속해 있는 시이다. 본래 덕천군이었다가, 1987년에 시로 승격했다.

## 지리
덕천시는 산지에 위치해 있다. 동쪽은 맹산군과 녕원군, 북쪽은 구장군, 서쪽은 개천시, 남쪽은 북창군에 접해 있다.

## 역사
| Daedongyeojido (Gyujanggak) 07-04.jpg |
| Daedongyeojido (Gyujanggak) 08-03.jpg |

- 구석기사람들이 남긴 승리산 동굴이 있다.
- 고려 시대에는 요원군(遼原郡)으로 불렸다.
- 1001년 - 덕주(德州)라고 개칭되어 방어사가 놓여졌다.
- 1260년 - 몽골의 침입에 의해 덕주 방어사는 안주의 노도로 이전했다.
- 1371년 - 석주(析州)가 두어졌다.
- 1413년 - 덕천이라고 개칭되어 덕맹현에 속했다.
- 1415년 - 덕천군이 놓여졌다.
- 1952년 12월 - 덕천면·일하면·풍덕면·성양면으로 구성된 덕천군을 재편성하였다(22리).
- 1986년 6월 - 덕천시로 승격하였다.

## 김일성의 철수작전
한국 전쟁 당시 1950년 10월 7일에 유엔군이 본격적으로 38도선을 넘자, 이틀 후인 10월 9일에 조선민주주의인민공화국의 주요 정부 기관, 단체, 부대 등은 모두 평양에서 빠져나갔다. 김일성은 10월 12일이 돼서야 평양에서 덕천으로 도주하여 이곳에서 1주일가량 머물렀다. 같은 해 10월 19일에 대한민국 국군이 평양을 탈환하자, 김일성은 희천을 거쳐 강계와 창성 쪽으로 피신하였다.

## 행정 구역
승리동(勝利洞), 역전동(驛前洞), 강안동(江岸洞), 덕성동(德性洞), 서문동(西門洞), 창말동(倉~洞), 은덕동(恩德洞), 공원동(公園洞), 흥덕동(興德洞), 신흥동(新興洞), 삼탄동(三灘洞), 장상동(長上洞), 남산동(南山洞), 제남동(濟南洞), 남덕동(南德洞), 청송동(靑松洞), 오산동(鰲山洞), 상신동(上新洞), 상덕동(尙德洞), 형봉동(亨鳳洞), 월봉동(月峯洞), 청신동(靑新洞), 신성리(新城里), 삼흥리(三興里), 운흥리(雲興里), 구장리(九長里), 무창리(武倉里), 안동리(安洞里), 풍곡리(豊谷里), 신풍리(新豊里), 장동리(長洞里), 남양리(南陽里)로 구성되어 있다. (22동 10리)

## 인물
- 시인 김조규

## 같이 보기
- 승리자동차련합기업소

## 참고 자료
- Dormels, Rainer. North Korea's Cities: Industrial facilities, internal structures and typification. Jimoondang, 2014. ISBN 978-89-6297-167-5